# 야마사토 료타

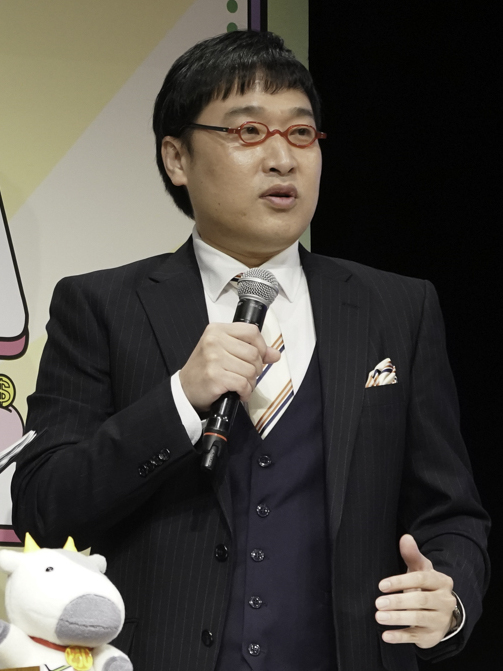

야마사토 료타(일본어: 山里亮太)는 일본의 희극인, 사회자, 성우이다. 별명은 야마짱(일본어: 山ちゃん). 아내는 아오이 유우.